# گوردون ادلی
گوردون ادلی (انگلیسی: Gordon Audley؛ ۲۰ آوریل ۱۹۲۸ – ۱ اکتبر ۲۰۱۲ (۸۴ سال)) اسکیت‌باز سرعت اهل کانادا بود.